# Schirkuh

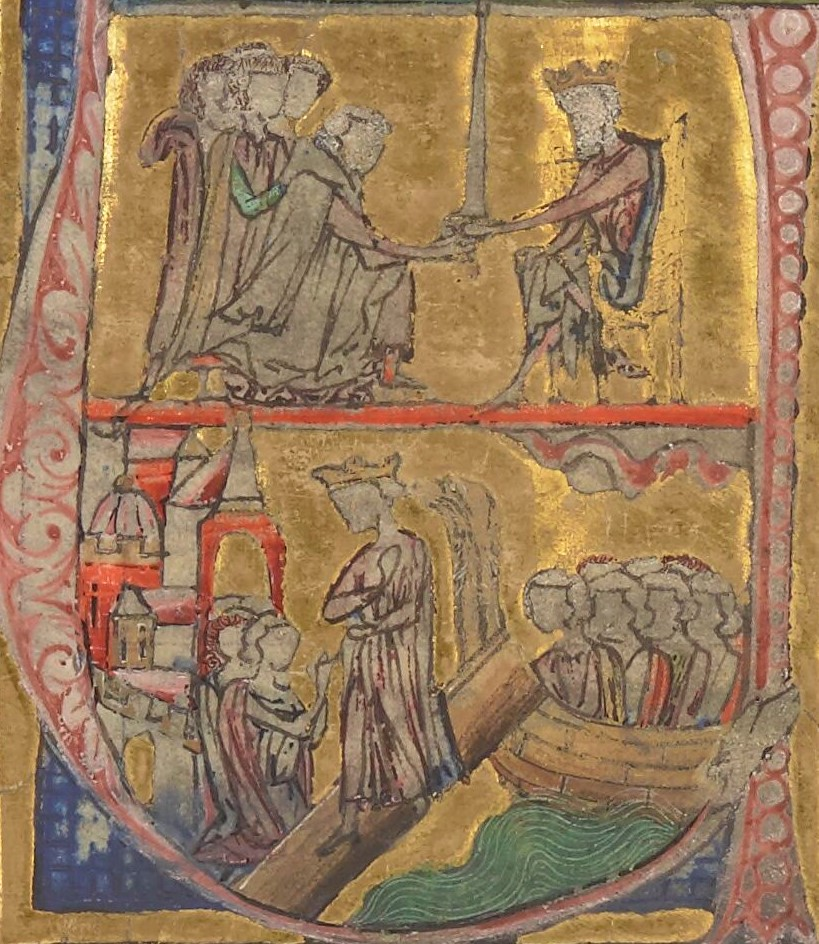
Schirkuh (oben) und die Ankunft des Amalrich (unten)

Asad ad-Din Schirkuh bin Schadhi (arabisch أسد الدين شيركوه بن شاذي, DMG Asad ad-Dīn Šīrkūh b. Šāḏī; † 23. März 1169 in Kairo) war ein islamischer Militärkommandeur aus der Dynastie der Ayyubiden. Er stammte aus einem kurdischen Ort in der Nähe von Dvin in Armenien. Schirkuh ist Kurdisch und bedeutet Berglöwe (Kurdisch Şêrko). In christlichen Quellen wurde er Siraconus genannt.
Sein Vater war Schadhi, ein kurdischer Herrscher, sein Bruder Nadschmuddin Ayyub, der Namensgeber der Dynastie; sein Neffe war Saladin.
Als Ayyub 1138 Tikrit verlor, traten er und Schirkuh Zengis Armee bei. Schirkuh diente unter Nur ad-Din, dem Nachfolger Zengis in Mosul. Zengi gab ihm später die Stadt Homs als Vasallenstaat Mosuls.
1163 überzeugte er Nur ad-Din, ihn nach Ägypten zu schicken, um einen Streit zwischen Schawar und Dirgham über das fatimidische Wesirat zu schlichten. Schawar wurde wieder eingesetzt und Dirgham getötet, der Streit aber dadurch nicht beendet, sondern zwischen Schawar und Schirkuh fortgeführt. Schawar verbündete sich mit Amalrich I., dem König von Jerusalem, der 1164 in Ägypten einmarschierte und Schirkuh in Bilbeis belagerte. Im Gegenzug griff Nur ad-Din die Kreuzfahrerstaaten an und hätte fast das Fürstentum Antiochia erobert.
Schirkuh wurde 1167 erneut nach Ägypten geschickt, als Schawar sich erneut mit Amalrich zusammentat. Amalrich belagerte ihn in Alexandria, bis er einem Abzug zustimmte. Eine Garnison der Kreuzritter blieb in Ägypten, und Amalrich verbündete sich mit dem Byzantinischen Reich, um es ganz zu erobern. Jetzt suchte Schawar um Hilfe bei Schirkuh nach, der eine offene Feldschlacht mit den Kreuzrittern vermied, die allerdings auch nicht die Mittel hatten, Ägypten zu unterwerfen und schließlich abziehen mussten.
Im Januar 1169 ging Schirkuh nach Kairo und ließ Schawar hinrichten. Er setzte sich selbst zum Wesir ein, starb aber bereits zwei Monate später an den Folgen eines zu üppigen Mahles. Sein Neffe Saladin, der ihn bei seinen ägyptischen Feldzügen begleitet hatte, trat an seine Stelle. Zuerst war Schirkuhs Leiche in Kairo begraben worden, wurde aber 1175 zusammen mit der Leiche seines Bruders Nadschmuddin Ayyub von Saladin nach Medina gebracht und dort beigesetzt.
Der Erzbischof von Tyrus und Historiker von Jerusalem Wilhelm von Tyrus schrieb über Schirkuh, dass er von kleiner Statur, fett und korpulent, aber voller Ruhmbegierde alle Anstrengungen, auch Hunger und Durst, ohne weiteres ertragend, sehr freigebig und von seinen Truppen geliebt, nicht nur waffentüchtig und kriegserfahren, sondern auch gebildet und redegewandt sei.
Er hinterließ mindestens einen Sohn, Nasir ad-Din Mohammed († 5. März 1186), Emir von Homs ab 1179/1180.